# Departement Pando
Pando je název bolivijského departementu. Nachází v severní části země, sousedí s Brazílií (spolkové státy Rondônia a Acre), Peru (departement Madre de Dios) a departementy Santa Cruz a Beni. Jeho rozloha je 63 827 km² a počet obyvatel přibližně 131 tisíc. V rámci bolivijských departementů je ten s nejmenší populací a s nejnižší hustotou osídlení. Sestává z 5 provincií, které se dále dělí na 15 municipalit. Pojmenování územního celku je odkazuje na Josého Manuela Pando – prezidenta Bolívie na přelomu 19. a 20. století. Největším městem a správním střediskem je Cobija. 
Území departementu je rovinaté s řadou řek (např. Madre de Dios, Beni, Tahuamanu a Acre). Celé území patří do povodí Amazonky, respektive jejího přítoku Madeira. Rozšířené zde jsou vlhké savany, zasahuje sem i amazonský deštný les. Průměrný roční srážkový úhrn je 1865 mm, průměrná teplota 26,6 °C. 
Ekonomika departementu je založena na zemědělství (produkce ořechů, mandlí, zeleniny a ovoce, chov dobytka, rybolov) a na těžbě surovin (především zlata).